# Angua von Uberwald
Anga von Uberwald est un personnage fictif des Annales du Disque-monde, membre du Guet municipal d'Ankh-Morpork.

## Biographie
Angua est à la fois la première loup-garou et la première femme à intégrer le Guet municipal, et de nombreuses répliques du roman où elle arrive, Le Guet des orfèvres, font allusion à son statut de minorité sans expliciter de laquelle des deux minorités il s'agit. Il est par ailleurs bien clair qu'elle a été embauchée dans une optique de discrimination positive au début du roman, comme le troll Détritus et le nain Bourrico, mais il faut presque toute la durée du roman pour qu'on comprenne que ces quotas ne sont pas liés à son genre, mais à son espèce. Dans l'ensemble des romans, elle se démarque par la qualité de son travail.

## Caractéristiques

### Genre
En ville, et notamment dans la série du Guet, les dynamiques de genre sont multiples. Angua est à la fois la première loup-garou et la première femme à intégrer le Guet municipal, et de nombreuses répliques du roman où elle arrive, Le Guet des orfèvres, font allusion à son statut de minorité sans expliciter de laquelle des deux minorités il s'agit. Il est par ailleurs bien clair qu'elle a été embauchée dans une optique de discrimination positive au début du roman, comme le troll Détritus et le nain Bourrico, mais il faut presque toute la durée du roman pour qu'on comprenne que ces quotas ne sont pas liés à son genre, mais à son espèce. Dans l'ensemble des romans, elle se démarque par la qualité de son travail.
Angua est une femme très belle, et ses interlocuteurs semblent souvent considérer cela comme la menace principale qu'elle représente, alors qu'elle est d'une espèce tueuse et policière spécialisée dans les courses-poursuites. Comme elle est femme, elle est vue comme vulnérable, et son expression de colère qui consiste à montrer les dents est toujours interprétée à tort comme un sourire. Quand le bruit commence à courir qu'un loup-garou fait partie du Guet, malgré les indices, la grande majorité des gens suppose qu'il s'agit d'un collègue particulièrement laid.
Toujours dans la série du Guet, Sally est embauchée plus tard dans la série. Il s'agit d'une vampire qui à la même force et la même beauté qu'Angua, en plus d'être son ennemie héréditaire en raison de la haine viscérale que se vouent les deux espèces. Sally, d'apparence androgyne, est bien plus gracieuse et féminine qu'Angua et joue un rôle féminin dès ses débuts dans l'équipe, ce qui met Angua mal à l'aise, elle-même ayant toujours assumé un rôle masculin.

### Racisme
Angua apprend à tolérer, et devient même amie avec la vampire Sally après des milliers d'années de tensions entre ces deux majorités ethniques d'Überwald, dont les deux personnages sont originaires. Plus tard, elle rencontre un gobelin qui a adopté un prénom humain. Curieuse de ce choix, elle commence une réflexion sur l'assimilation culturelle et le fait que finalement, tout le monde finit par être plus humain à Ankh-Morpork, qui n'est donc pas aussi multiculturelle qu'elle n'y paraît.